# Meillant
Meillant é uma comuna francesa na região administrativa do Centro, no departamento Cher. Estende-se por uma área de 41,61 km². Em 2010 a comuna tinha 703 habitantes (densidade: 16,9 hab./km²).